# Michel Giovannetti
Pour les articles homonymes, voir Giovannetti.
Michel Giovannetti, né le 30 novembre 1970 à Marseille, est le guitariste rythmique du groupe de rock français Superbus.

## Sa carrière
Michel est inscrit dans un cours de guitare à l'âge de douze ans mais le conservatoire ne l'intéresse pas et il abandonne la musique pendant quatre ans. Arrivé au lycée, il joue dans des groupes reprenant Téléphone.
À l'âge de 17 ans il retourne au conservatoire dans le but d'étudier le jazz, qu'il continuera de pratiquer pendant une dizaine d'années aux dépens du rock...
Il part à Boston pendant deux ans au Berklee College of Music. Il rencontre Jennifer Ayache en 1999 et intègre le groupe Superbus.